# Hada lentiginosa
Hada lentiginosa là một loài bướm đêm trong họ Noctuidae.